# Marie A. Vitulli
Marie A. Vitulli (née en 1949) est une mathématicienne américaine et professeure émérite à l'université de l'Oregon. Spécialiste d'algèbre commutative, elle est aussi connue pour ses engagements institutionnels, notamment en faveur de la reconnaissance de l'activité des femmes en mathématiques.   

## Biographie
Marie A. Vitulli obtient son diplôme de mathématiques en 1971 à l'université de Rochester, où elle appartient à la fraternité Phi Beta Kappa,. Elle obtient une maîtrise à l'université de Pennsylvanie en 1973, puis soutient une thèse de doctorat intitulée Weierstrass Points and Monomial Curves, en 1976 à , sous la supervision de Dock-Sang Rim dans cette même université.
Elle réalise sa carrière universitaire à l'université de l'Oregon à partir de 1976, comme professeure assistante (1976-1982, puis comme professeure associée, et elle obtient une chaire de professeure d'université en 1991. Elle est professeure émérite depuis 2011.

## Travaux mathématiques
Les recherches de Vitulli portent sur l'algèbre commutative et les applications à la géométrie algébrique. Des sujets plus spécifiques dans ses recherches incluent les déformations (en) des courbes monomiales, les anneaux semi-normaux (en), la faible normalité des anneaux commutatifs et des variétés algébriques, la faible sous-intégrité et la théorie des valuations des anneaux commutatifs. Avec son collègue David Kent Harrison, elle a développé une théorie d'évaluation unifiée pour les anneaux avec des diviseurs zéro qui a généralisé aussi bien les valuations de Krull que celles d'Archimède.

## Engagements institutionnels
Marie Vitulli et le politologue Gordon Lafer ont mené une action auprès des enseignants de l'université de l'Oregon pour qu'ils se syndiquent au printemps 2007. Cet effort a finalement conduit à la formation des United Academics à l'université de l'Oregon.  
Elle dirige le Women in Math Project de l'université de l'Oregon,. Avec Mary Flahive, Vitulli a également étudié les schémas d'embauche chez les mathématiciennes. Vitulli a également écrit sur les difficultés liées à la documentation de la vie des mathématiciennes sur Wikipédia. Elle co-anime un éditathon de l'AWM en janvier 2020, pour favoriser la création de biographies de mathématiciennes, avec Denise A. Rangel Tracy, professeure assistante à l'université Fairleigh-Dickinson de Madison.
Elle participe à la table ronde organisée en tant que première activité officielle de l'association Spectra lors des Joint Mathematics Meetings (en) de 2015.

## Prix et distinctions
Marie Vitulli est conférencière AWM / MAA Falconer en 2014. Le titre de sa conférence est «From Algebraic to Weak Subintegral Extensions in Algebra and Geometry». 
Elle reçoit un prix pour son engagement au sein de l'Association for Women in Mathematics en 2017. Elle fait partie de la classe des fellows 2019 de cette association. 
Elle est élue membre de l'American Mathematical Society dans la classe 2020, pour « ses contributions à l'algèbre commutative et pour ses services à la communauté mathématique, en particulier pour soutenir les femmes en mathématiques ».